# شتيفان زيغر
شتيفان زيغر (بالألمانية: Stephan Sieger)‏ هو لاعب كرة قدم ألماني في مركز الوسط، ولد في 3 ديسمبر 1979 في بروخزال في ألمانيا. لعب مع فورتونا دوسلدورف وكيكرز أوفنباخ ونادي ساربروكن ونادي ساندهاوزن ونادي هوفنهايم.

## وصلات خارجية
- شتيفان زيغر على موقع قاعدة بيانات كرة القدم.إي يو (الإنجليزية)
- شتيفان زيغر على موقع بيانات كرة القدم. دي إي (الألمانية)
- شتيفان زيغر على موقع عالم كرة القدم.نت (الإنجليزية)